# Square Louis-Lumière
Le square Louis-Lumière est un square du 20e arrondissement de Paris, dans le quartier de Charonne.

## Situation et accès
Le site est accessible par le 42, rue Louis-Lumière.
Il est desservi par la ligne 3 à la station Porte de Bagnolet.

## Origine du nom
Ce square rend hommage à l'inventeur du cinématographe Louis Lumière (1864-1948).